# 水明漾
水明漾（印尼語：Seminyak）是印度尼西亞峇里省巴東縣庫塔鎮下屬的一個社區，位於該鎮最北端，此地與勒吉安同以其夜生活而聞名，到處都是夜店以及酒吧，也有許多餐廳以及咖啡廳。

## 觀光景點
- Double Six海灘
- 水明漾海灘
- Kayu Aya海灘
- Petitenget海灘

### 夜店、酒吧
- La Favela Bali
- Motel Mexicola
- Ja'an Bali
- La Plancha Bali
- BaliJoe Bar